# Виталий Кличко — Томаш Адамек
Виталий Кличко против Томаша Адамека  поединок в супертяжёлом весе,на кону которого стоял титул WBC, 7-я защита Виталия Кличко. Бой состоялся 10 сентября 2011 года на новом стадионе в Машлице (Вроцлав, Польша), отстроенном специально для Евро-2012, и завершился победой Виталия Кличко техническим нокаутом в 10-м раунде.

## Предыстория
Томаш Адамек после перехода в супертяжёлый вес начал уверенно побеждать своих соперников, и в апреле 2011 года, после очередной победы, стал числиться обязательным претендентом по версии WBO, в супертяжёлом весе. Этим титулом владел Владимир Кличко. Но у Владимира были более масштабные планы, по организации объединительного боя с другим чемпионом, британцем Дэвидом Хэем. Но Адамек так же высоко котировался в рейтингах другой боксёрской организации, WBC, чемпионом в которой, был старший брат Владимира, Виталий Кличко. Виталий предложил свой чемпионский поединок, чтоб избежать проблем с организацией объединительного боя брата. Томаш Адамек согласился на предложение. Никто из боксёрских организаций не возразил, и поединок был санкционирован, как обязательная защита титула.

## Ход поединка
Поединок проходил на свежеотстроенной арене во Вроцлаве (Польша). Весь ход поединка контролировал Виталий Кличко, выигравший все раунды. В 6-м раунде Кличко отправил Адамека на канвас, но поляк тут же поднялся. К 10-му раунду украинец начал односторонне избивать Томаша, но Адамек держался и не падал. После очевидного одностороннего избиения рефери вмешался и прекратил бой, зафиксировав победу Кличко техническим нокаутом. Адамек с решением не спорил.
К моменту остановки боя, все судьи отдали предпочтение Кличко с единогласным решением 90:80.
|                  |                                                                         |                                                                         |
| Соперник         | Виталий Кличко — Томаш Адамек                                           | Виталий Кличко — Томаш Адамек                                           |
| Место проведения | Стадион в Машлице, Вроцлав, Польша                                      | Стадион в Машлице, Вроцлав, Польша                                      |
| Результат        | Победа Кличко техническим нокаутом в 10-м раунде                        | Победа Кличко техническим нокаутом в 10-м раунде                        |
| Статус           | Чемпионский бой за титул WBC в тяжёлом весе (7-я защита Виталия Кличко) | Чемпионский бой за титул WBC в тяжёлом весе (7-я защита Виталия Кличко) |
| Рефери           | Массимо Баровеккио                                                      | Массимо Баровеккио                                                      |
| Счёт судей       | Дуэйн Форд: (80-90); Крейг Меткалф: (80-90); Эса лехтосаари: (80-90)    | Дуэйн Форд: (80-90); Крейг Меткалф: (80-90); Эса лехтосаари: (80-90)    |
| Время            | 2:20 минут                                                              | 2:20 минут                                                              |
| Трансляция       | RTL, HBO                                                                | RTL, HBO                                                                |
| Промоутер        | K2                                                                      | K2                                                                      |
|                  | Кличко                                                                  | Адамек                                                                  |
| Вес              | 110 кг                                                                  | 98 кг                                                                   |

## Трансляция
| Страна         | Канал          |
| -------------- | -------------- |
| Бразилия       | ESPN Бризилия  |
| Канада         | HBO Канада     |
| Дания          | TV 2 Sport     |
| Германия       | RTL Television |
| Италия         | Sportitalia    |
| Польша         | PPV            |
| Португалия     | Sporttv        |
| Румыния        | Pro TV         |
| Украина        | Интер          |
| Великобритания | Sky Sports 3   |
| США            | HBO            |